# Dystomorphus esakii
Dystomorphus esakii là một loài bọ cánh cứng trong họ Cerambycidae.